# Classe Näcken
La classe Näcken, également connue sous le nom de type A14, est une classe de sous-marins qui ont été construits pour la marine royale suédoise à la fin des années 1970. Les bateaux ont été autorisés en 1972 et le programme a été achevé en 1980. Tous les bateaux ont été construits par Kockums à Karlskrona. Les bateaux avaient une coque en forme de larme et la profondeur de plongée était de 150 mètres. Entre 1987 et 1988, le HMS Näcken a été coupé en deux et une section de coque de 8 mètres de long, contenant un prototype de propulsion indépendante de l’air (AIP) utilisant un moteur Stirling à cycle fermé, a été installée entre la salle de contrôle de la batterie arrière / propulsion et de la puissance et la salle des machines / moteurs. Cette technologie a augmenté l’autonomie sous-marine à 14 jours et a été adoptée dans les sous-marins suédois ultérieurs.

## Armement
Outre leur furtivité, les sous-marins de la marine suédoise ont la capacité unique de tirer deux torpilles à la fois à partir d'un seul tube lance-torpilles. En effet ils sont équipés à la fois de tubes de 533 mm, pour les torpilles lourdes de taille normale, et de tubes de 400 mm pour des torpilles légères spéciales. Ces torpilles légères sont optimisées pour détruire les sous-marins ennemis, bien que les derniers modèles puissent également être utilisés contre les petits navires de guerre et même les torpilles ennemies. Elles sont filoguidées. En cas de panne, la torpille entre en mode autonome et se dirige vers la cible avec son propre sonar. Dans un tube, deux torpilles légères sont chargées l'une après l'autre et lancées en une double salve. Théoriquement, cela double la puissance de combat du sous-marin. Ce chargement mixte permet aux sous-marins de classe Näcken de lancer simultanément dix torpilles (6 lourdes, 4 légères) même s'ils n'ont que huit tubes. La classe Näcken est la première classe suédoise à posséder cette capacité, qui a été reproduite sur les suivantes, comme la classe Gotland, qui peut tirer jusqu'à huit torpilles à la fois avec six tubes
Au début des années 2000, la classe a été retirée du service à la suite des coupes dans le budget de la défense prévues dans le Livre blanc sur la défense de l’an 2000. Le HMS Näcken a été loué temporairement à la Marine royale danoise, mais a été restitué à la marine royale suédoise en 2005.

## Navires de la classe
| Nom        | Lancé           | Commissionné    | État actuel                                                                                  |
| ---------- | --------------- | --------------- | -------------------------------------------------------------------------------------------- |
| HMS Näcken | 17 avril 1978   | 25 avril 1980   | loué à la Marine royale danoise de 2001 à 2005 sous le nom de Kronborg, mis au rebut en 2016 |
| HMS Neptun | 6 décembre 1978 | 5 décembre 1980 | exposé au Marinmuseum de Karlskrona                                                          |
| HMS Najad  | 13 août 1979    | 26 juin 1981    | Mis au rebut en 2015                                                                         |